# I wojna o Górski Karabach
Treść tego artykułu może nie być zgodna z zasadami neutralnego punktu widzenia.
Dokładniejsze informacje o tym, co należy poprawić, być może znajdują się w dyskusji tego artykułu.
 Po wyeliminowaniu niedoskonałości należy usunąć szablon [[Szablon:Dopracować|]] z tego artykułu.
I wojna o Górski Karabach – zbrojny konflikt etniczno-terytorialny między Azerbejdżanem i Armenią, jeden z najpoważniejszych konfliktów o tym charakterze rozgrywający się na obszarze postradzieckim po upadku ZSRR.

## Tło wydarzeń

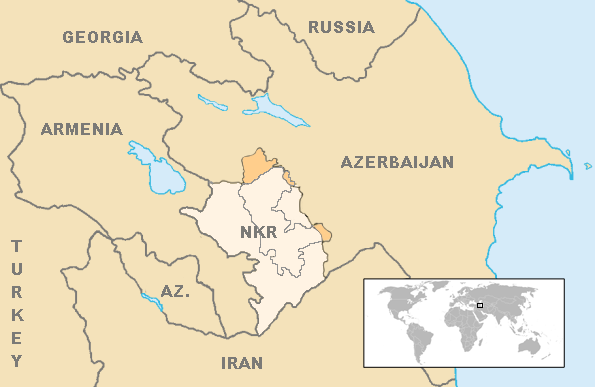
Granice Górskiego Karabachu

Terytorium Górskiego Karabachu od wieków było zamieszkane przez autochtoniczną chrześcijańską ludność ormiańską. Od IX wieku lokalni władcy ormiańscy borykali się z najazdami ludów muzułmańskich (najpierw Arabowie, następnie Turcy Seldżuccy, Mongołowie Tamerlana, wreszcie Turcy Osmańscy). Od XVI wieku datuje się mniej lub bardziej realna podległość lokalnych władców (tzw. melików) szachowi perskiemu. W 1603 szach Abbas I uznał ich autonomię specjalnym edyktem. W 1750 szach perski utworzył na terytorium Karabachu Chanat Karabaski, w pełni zależny od Persji, i poddał go władzy muzułmańskiej dynastii. Chanat ten istniał do 1806, kiedy te tereny przeszły pod faktyczne władanie Imperium Rosyjskiego. Zostało to sformalizowane w traktacie z Gulistanu w 1813.
Wielowiekowa podległość ludom muzułmańskim spowodowało wymieszanie etniczne regionu (część wiosek była zamieszkana przez Ormian-chrześcijan, część przez muzułmanów, nazywanych niekiedy Tatarami kaukaskimi). Miejscowi Ormianie przyjmowali też elementy kultury muzułmańskiej. Znajduje to potwierdzenie w raporcie ze spisu powszechnego przeprowadzonego na polecenie cara rosyjskiego po objęciu tych terenów we władanie przez Rosjan, m.in. w celu określenia wymiaru podatku. Wynika z niego, że wioski ormiańskie były większe i zasobniejsze od muzułmańskich, co wskazuje na wielowiekowe osadnictwo.
Po raz pierwszy do krwawych walk ormiańsko-azerskich doszło w czasie rewolucji 1905 roku. Już wtedy Górski Karabach stał się areną szczególnie ostrych starć.
Spór ormiańsko-azerski o Górski Karabach przybrał jeszcze na sile po upadku caratu. Po rozpadzie Zakaukaskiej Federacyjnej Republiki Demokratycznej i ogłoszeniu niepodległości zarówno przez Armenię, jak i Azerbejdżan, między dwoma państwami natychmiast doszło do sporu o przebieg granicy. Górski Karabach, zamieszkały wówczas w zdecydowanej większości przez ludność ormiańską, obok również zamieszkałych w większości przez Ormian Zangezuru i Nachiczewanu, stał się przedmiotem szczególnie zażartego konfliktu. Ostatecznie Górski Karabach znalazł się w państwie azerskim dzięki pomocy brytyjskiej. Rozwiązanie takie utrzymali bolszewicy po włączeniu wszystkich państw zakaukaskich do ZSRR, kierując się zasadą ‘dziel i rządź’, słusznie zakładając, że podsyci to konflikt etniczny i pozwoli Moskwie występować w roli arbitra pomiędzy zwaśnionymi stronami.
Od lat 60. XX wieku Armeńska Socjalistyczna Republika Radziecka ubiegała się o włączenie Górskiego Karabachu w swoje granice. Władze republiki miały nadzieję, że wcielenie enklawy do Armeńskiej SRR pozwoli odwrócić niekorzystne dla zamieszkałych w niej Ormian tendencje demograficzne: wyższa dzietność miejscowych Azerów oznaczała, że w przyszłości staną się oni większością w regionie, podobnie, jak stało się to w Nachiczewańskiej ASRR. Począwszy od 1987 r. na terenie Górskiego Karabachu zaczęło także dochodzić do zamieszek etnicznych, w których między grudniem 1987 a końcem 1988 zginęło 220 osób, zaś 1154 odniosło rany. Ormiański komitet „Karabach” otwarcie dążył do włączenia Górskiego Karabachu do Armenii, kosztem wysiedlenia całej ludności azerskiej. Jego działacze niejednokrotnie inicjowali antyazerskie zamieszki. W lutym 1988 centralne władze ZSRR po raz kolejny odpowiedziały na taką prośbę odmownie, na co mieszkańcy Armenii zareagowali masowymi demonstracjami. W tym samym czasie nowe niepokoje społeczne wybuchły w samym Górskim Karabachu. Ich prowodyrami byli Ormianie. Społeczność azerska w Górskim Karabachu zachowywała się spokojnie, zdając sobie sprawę z tego, iż Ormianie zachowywali przewagę liczebną i byli lepiej zorganizowani. Jedyną formą protestu Azerów przeciwko działalności ormiańskich organizacji nacjonalistycznych były pokojowe demonstracje.
W lutym 1988 w Sumgaicie, mieście, gdzie władze azerskie sprowadziły Azerów, którzy opuścili Armeńską SRR ze strachu przed wrogością ze strony Ormian, doszło do pogromu miejscowych Ormian. W Sumgaicie zginęły 32 osoby.
W kolejnych miesiącach na skutek dalszej eskalacji przemocy 250 tys. mieszkańców obojga narodowości musiało opuścić dotychczasowe miejsce pobytu.

## Przebieg działań wojennych

Ormiańscy żołnierze w czasie wojny o Górski Karabach, 1994. Zwracają uwagę radzieckie hełmy i karabinek AK-74

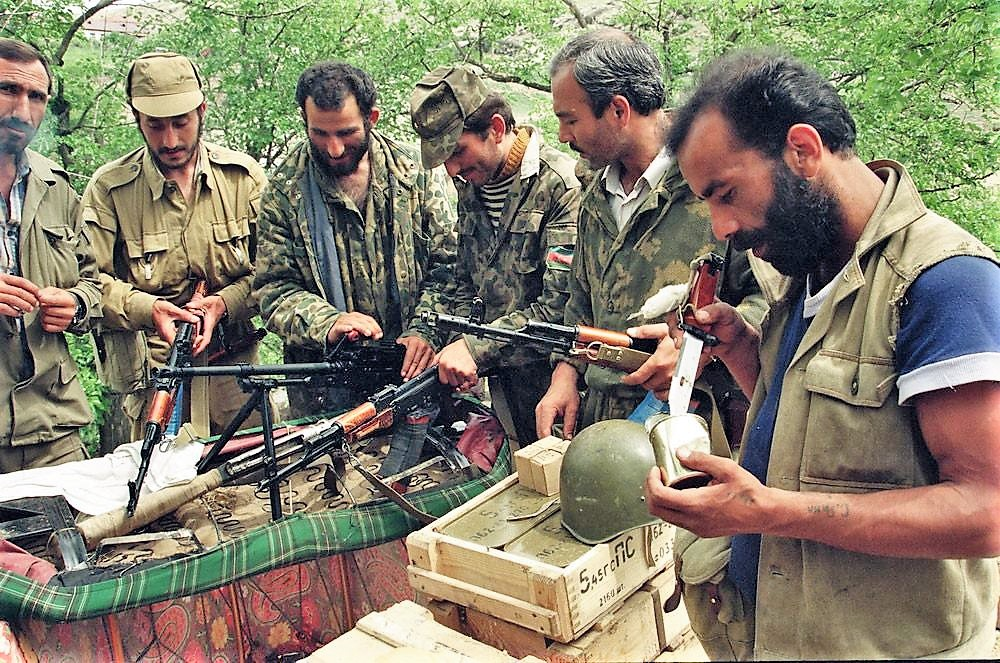
Azerbejdżańscy żołnierze w czasie wojny o Górski Karabach, 1992

W 1992 azerski parlament odebrał Górskiemu Karabachowi status obwodu autonomicznego. W odpowiedzi karabascy Ormianie w styczniu 1992 roku ogłosili niepodległość Górskiego Karabachu. Partyzanckie oddziały ormiańskie cieszyły się całkowitym poparciem rządu niepodległej Armenii. W regionie powstały także zbrojne formacje azerskie. Obydwie strony konfliktu korzystały z radzieckiego uzbrojenia, w oddziałach obecni byli najemnicy (Rosjanie, Ukraińcy, Turcy, Afgańczycy w oddziałach azerskich, Rosjanie oraz Ormianie-emigranci po stronie przeciwnej). Partyzancka walka szybko przekształciła się w regularną wojnę toczoną przez siły zbrojne niepodległych Azerbejdżanu i Armenii. Przewagę zyskały wojska ormiańskie dzięki większemu doświadczeniu swoich oficerów wyniesionemu z armii ZSRR, jak również nieudolności władz azerskich, w szczególności prezydenta Ayaza Mütəllibova przy formowaniu sił zbrojnych swojego kraju. W lutym 1992 armia Armenii zajęła tzw. korytarz lacziński – trasę umożliwiając bezpośredni kontakt enklawy z Armenią, bez przechodzenia przez góry. Ormianie zajęli także Şuşę. Klęski Azerów w walce o Górski Karabach, a także masakra cywilów azerskich w Xocalı w czasie ormiańskiej ofensywy stały się jedną z przyczyn kryzysu politycznego w Azerbejdżanie, w rezultacie którego władzę objął Ludowy Front Azerbejdżanu kierowany przez Əbülfəza Elçibəya.
Nowe władze Azerbejdżanu przystąpiły do kontrofensywy latem 1992, w wyniku której odzyskały region Ağdərə i szykowały się do uderzenia, które miało ponownie odciąć Górski Karabach od Armenii w rejonie Laczinu. Ofensywa azerska straciła jednak początkowy impet. Odcięcie Górskiego Karabachu od Armenii zakończyło się klęską w październiku 1992, a w zimie 1993 doszło z kolei do kontrofensywy ormiańskiej, rezultatem której było odbicie większości utraconych wcześniej terytoriów. W kwietniu 1993 wojska ormiańskie weszły do Kəlbəcəru, miasta o szczególnym znaczeniu strategicznym. Wydarzenie to stało się przyczyną kolejnego kryzysu politycznego w Azerbejdżanie, w rezultacie którego prezydent Elçibəy został obalony, a urząd ten objął Heydər Əliyev. Nowy prezydent Azerbejdżanu dokonał reorganizacji sił zbrojnych, likwidując organizacje militarne niezależne od armii państwowej i wcielił do niej ich dawnych członków, zorganizował także powszechny pobór. W grudniu 1993 wzmocnione wojska azerskie przeszły przez pasmo górskie Murovdağ w marszu na Kəlbəcər. Nadmierne rozciągnięcie linii zaopatrzenia w trudnym terenie doprowadziło jednak do załamania się ofensywy w lutym roku następnego. Siły ormiańskie, wyposażone w rosyjski sprzęt wojskowy (Rosja przekazała Armenii dostawy broni warte blisko miliard dolarów), przeprowadziły w końcu 1993 skuteczne przeciwuderzenie. Azerowie stracili w walkach 5 tys. żołnierzy, Ormianie – od 500 do 2 tys. żołnierzy.
Wiosną 1994 obydwie strony przystąpiły do rozmów pokojowych. Negocjacjom patronowała mińska grupa OBWE. Niezgodność ich stanowisk uniemożliwiła wypracowanie trwałego rozwiązania konfliktu: podczas gdy Ormianie żądali uznania Górskiego Karabachu za suwerenne państwo, Azerowie całkowicie odrzucali możliwość takiego rozwiązania. W maju 1994 Armenia i Azerbejdżan podpisały jedynie akt zawieszenia broni; jego warunki doprowadziły do wybuchu zamieszek w Azerbejdżanie. Zawarty w 1994 rozejm jest systematycznie naruszany; według danych z 2006 rocznie ok. 200 osób ginęło w okolicach wyznaczonej linii demarkacyjnej wskutek postrzałów snajperskich i wybuchów min przeciwpiechotnych. W grudniu 1996 na szczycie OBWE w Lizbonie organizacja opowiedziała się za rozstrzygnięciem konfliktu na korzyść Azerbejdżanu, podnosząc kwestię wyraźnego zintegrowania Górskiego Karabachu z tym państwem, fakt ten nie miał jednak dalszych konsekwencji.

## Skutki konfliktu

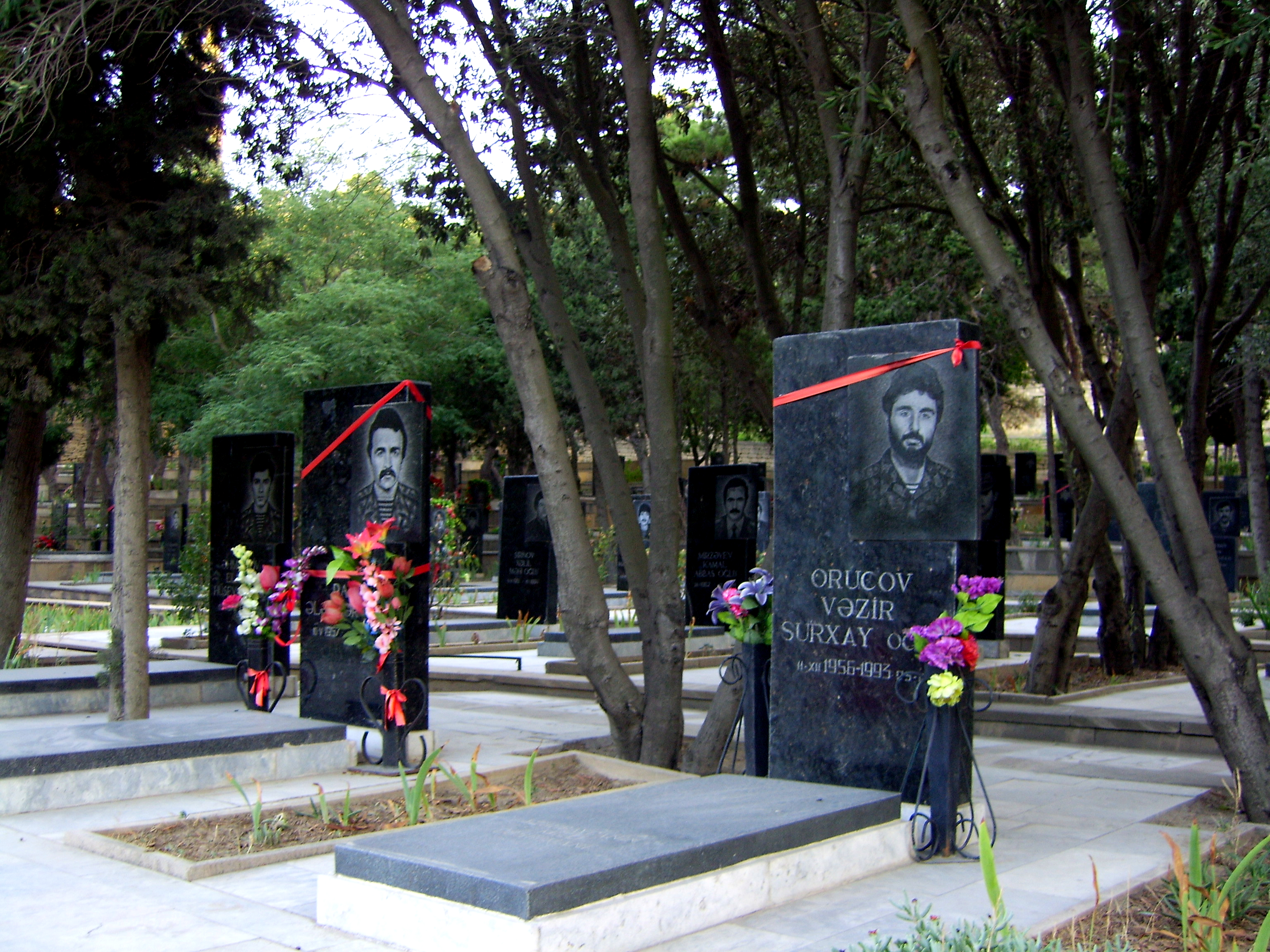
Nagrobki azerskich żołnierzy poległych w wojnie o Górski Karabach

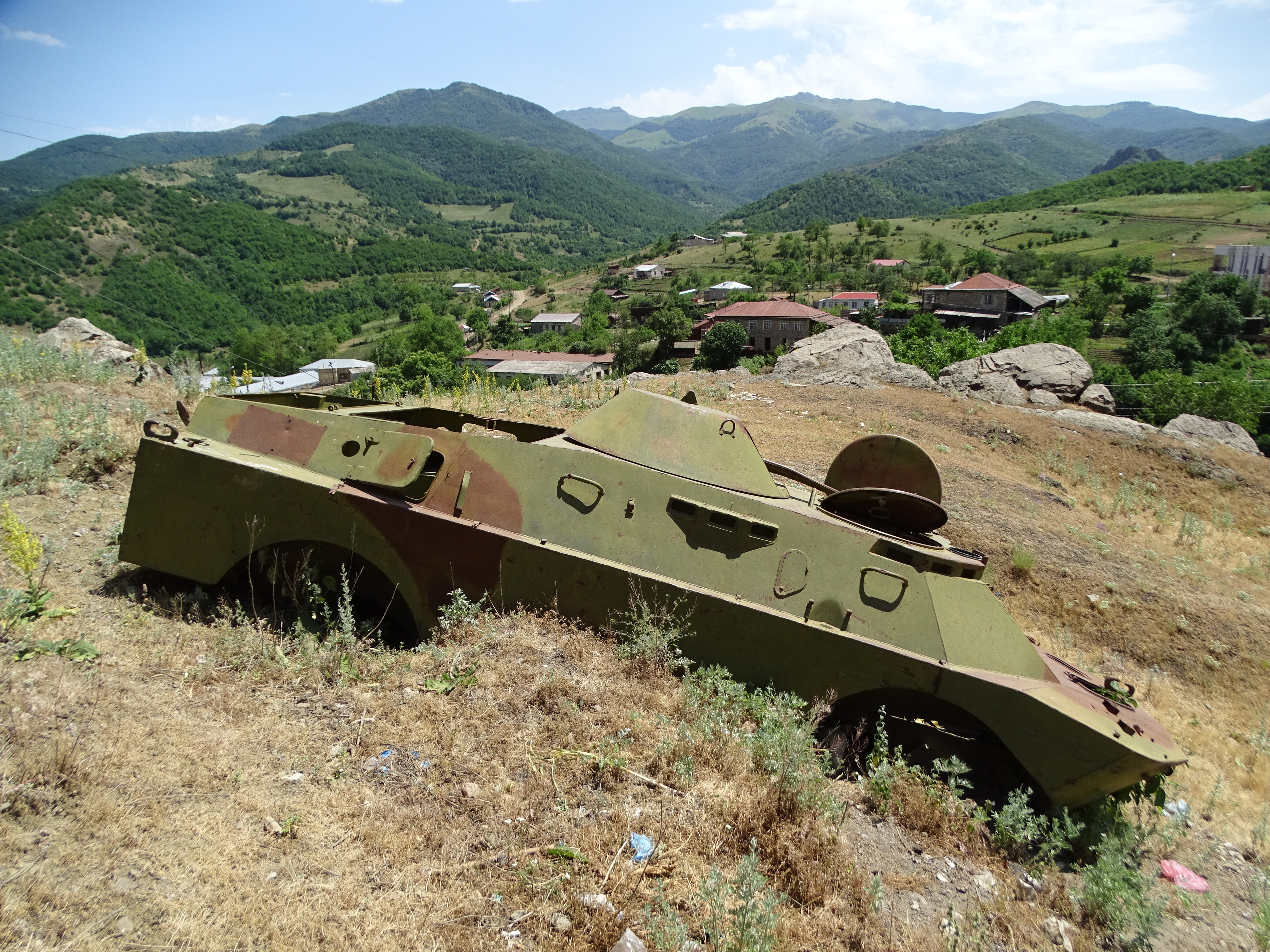
Pozostałości wojny – zniszczony BRDM-2 w Karabachu (2015)

W wyniku wojny o Górski Karabach ok. 750 tys. osób zostało przesiedlonych, zginęło 6 tys. Ormian i 11 tys. Azerów, odpowiednio 20 i 30 tys. odniosło rany. Azerscy uchodźcy z enklawy zostali rozmieszczeni w obozach w rejonie Baku oraz w miejscowościach przylegających do linii demarkacyjnej lub w miejskich osiedlach, w różnych warunkach. Statystyki azerskie dowodzą, że wojenni uchodźcy należą do najniższej pod względem majątkowym warstwy społecznej, a bezrobocie jest wśród nich zjawiskiem powszechnym, sięgającym 80%. Konflikt zbrojny doprowadził do ustania komunikacji i wymiany handlowej między Azerbejdżanem i Armenią.
Politycy ormiańscy początkowo jednoznacznie opowiadali się za niepodległością Górskiego Karabachu. Z czasem zaczęły uwidaczniać się wśród nich postawy bardziej umiarkowane. Zwłaszcza prezydent kraju Lewon Ter-Petrosjan opowiedział się za zawarciem trwałego pokoju, który oparty byłby na rozwiązaniach kompromisowych, a nie na postulowanych do tej pory (niepodległości regionu lub jego aneksji przez Armenię). Ter-Petrosjan uznał, iż przedłużanie konfliktu utrudnia jakąkolwiek współpracę regionalną. Opowiedział się za reorientacją ormiańskiej polityki zewnętrznej, rozluźnieniu związków z Rosją, przyjęciu orientacji prozachodniej i uznaniu Górskiego Karabachu za autonomiczną jednostkę w granicach Azerbejdżanu. Projekty Ter-Petrosjana nigdy nie weszły w życie, gdyż w lutym 1997 nowym prezydentem Armenii został Robert Koczarian, polityk silnie związany z Górskim Karabachem, opowiadający się wyłącznie za jego niepodległością lub integracją z Armenią.
Od 1998 miały miejsce półoficjalne kontakty skonfliktowanych stron, inicjowane głównie przez OBWE. Jednym z rozważanych w ich ramach projektów był przedstawiony w 1998 plan utworzenia przez Górski Karabach i Azerbejdżan wspólnej państwowości, w której ormiańska enklawa uzyskałaby szeroką autonomię, w tym uprawnienia do posiadania odrębnego wojska, prowadzenia własnej polityki wewnętrznej i międzynarodowe gwarancje zachowania swojego statusu. Opisywany projekt został odrzucony przez władze azerskie. Pod naciskiem dyplomacji amerykańskiej Armenia i Azerbejdżan podjęły rozmowy na najwyższym szczeblu. Latem 1999 doszło do spotkania prezydentów obydwu państw, następnie rozmowy prowadzili ministrowie spraw zagranicznych Azerbejdżanu i Armenii, brali w nich udział także przedstawiciele samego Górskiego Karabachu.
Dążenia do uregulowania problemu Górskiego Karabachu nałożyły się na napięcia polityczne w dwóch rywalizujących krajach. Nowy prezydent Azerbejdżanu İlham Əliyev, by zapewnić sobie sukcesję po ojcu, nie mógł poczynić zbyt daleko idących ustępstw na rzecz Armenii. Z kolei w Armenii 27 października 1999 na sali obrad parlamentarnych zostali zamordowani przewodniczący parlamentu Karen Demirczian i premier Wazgen Sarkisjan. W rezultacie na szczycie OBWE w Stambule, planowanym na listopada 1999, nie doszło do przełomu we wzajemnych relacjach obu państw, jakiego się spodziewano. Na granicy enklawy nadal dochodzi do incydentów i potyczek.